# Veronika Staber
Veronika Staber est une skieuse alpine allemande, née le 24 juillet 1987. Elle est spécialiste des épreuves techniques.

## Biographie
Staber prend part à des courses de la FIS dès la saison 2001-2002 et de la Coupe d'Europe en 2004, montant sur son premier podium en 2007. Entre-temps, elle remporte son premier titre national au slalom géant en 2006.
Elle fait ses débuts en Coupe du monde en février 2006. Elle marque ses premiers points au mois de novembre au slalom de Levi où elle est 27e. Elle réalise son meilleur résultat en février 2011 avec une 12e place à Arber-Zwiesel.
Aux Championnats du monde 2011 à Garmisch-Partenkirchen, elle est 30e du slalom géant.

## Palmarès

### Championnats du monde
| Épreuve / Édition                    | Slalom géant |
| ------------------------------------ | ------------ |
| Mondiaux 2011 Garmisch-Partenkirchen | 30e          |

### Coupe du monde
- Meilleur classement général : 95e en 2011.
- Meilleur résultat : 12e.

#### Classements en Coupe du monde
| Année/Classement | Année/Classement | Général | Général | Slalom | Slalom | Slalom géant | Slalom géant |
| ---------------- | ---------------- | ------- | ------- | ------ | ------ | ------------ | ------------ |
| Année/Classement | Année/Classement | Class.  | Points  | Class. | Points | Class.       | Points       |
| 2007             | 2007             | 112e    | 12      | 56e    | 4      | 49e          | 8            |
| 2011             | 2011             | 95e     | 32      | 51e    | 10     | 34e          | 22           |
| 2012             | 2012             | 103e    | 12      | 47e    | 12     | -            | -            |
| 2013             | 2013             | 96e     | 17      | 53e    | 4      | 43e          | 13           |
| 2014             | 2014             | 112e    | 7       | 49e    | 7      | -            | -            |

### Coupe d'Europe
- 6 podiums.

### Championnats d'Allemagne
- Championne du slalom géant en 2006 et 2011.
- Championne du slalom en 2012.